# Darwin Núñez
Artikeln följer den spanska namnseden; faderns efternamn är Núñez och moderns efternamn Ribeiro.
Darwin Gabriel Núñez Ribeiro, född 24 juni 1999 i Artigas, Uruguay, är en uruguayansk fotbollsspelare som spelar för Al-Hilal i Saudiarabien och Uruguays landslag.

## Klubbkarriär

### Peñarol
Núñez föddes i Artigas, ca 600 km från Montevideo. Vid 14 års ålder började han 2013 spela för Peñarols juniorlag.
Han gjorde sin debut i seniorlaget den 22 november 2017 efter att ha fått tillbringa första halvan av året med en knäskada. En månad efter debuten genomgick han en ny knäoperation.
Núñez gjorde sitt första mål den 13 oktober 2018 mot Fénix. Den 14 juli 2019 gjorde han ett hattrick mot Boston River. Han tillhörde Peñarol fram till 2019, där han noterades för 4 mål på 14 matcher.

### Almería
Det andalusiska laget Almería, då spelandes i andradivisionen, annonserade den 29 augusti 2019 att man hade skrivit ett kontrakt på fem år med Núñez.
Han debuterade för Almería den 3 oktober 2019 i en match mot Sporting Gijón. Det första målet kom den 27 oktober 2019 i en match mot Extremadura. Han spelade totalt 30 ligamatcher och gjorde 16 mål för laget.

### Benfica
Núñez skrev ett femårskontrakt med det portugisiska laget Benfica den 4 september 2020, med en övergångssumma på 24 miljoner €; summan var då den högsta övergångssumman i den portugisiska ligan, Almerias- och spanska andradivisionens högsta övergångssumma samt Benficas dyraste övergång någonsin.
Núñez debuterade för Benfica den 15 september 2020 i Champions League-kvalet mot PAOK. Han gjorde sitt första mål den 22 oktober 2020, genom en hattrick i vinsten mot Lech Poznań i Europa League.

### Liverpool
I början av juni 2022 ryktades Núñez bli förflyttad till Liverpool, då de skulle ha nått en muntlig överenskommelse. Summan ryktades ligga på 844 miljoner kronor, inklusive 211 miljoner kronor i tilläggsavgifter. Detta skulle innebära att Núñez kunde bli Liverpools dyraste värvning någonsin.
Den 14 juni 2022 skrev Núñez på ett 6-års kontrakt med engelska klubben Liverpool. Summan hamnade på 75 miljoner € (798 miljoner SEK). Sammanlagt med tilläggsavgifter kan övergången hamna på 100 miljoner €, strax över 1 miljard SEK. Detta gör att Núñez blir Liverpools dyraste värvning någonsin.

## Landslagskarriär
Núñez debuterade för Uruguays landslag den 16 oktober 2019 i en träningslandskamp mot Peru. Han blev inbytt i den 75:e minuten och gjorde sitt första mål i landslaget i den 80:e minuten.

## Statistik
Statistik för spel i klubblag
| Klubb                                               | Säsong            | Inhemsk liga      | Inhemsk liga | Inhemsk liga | Nat. täv. | Nat. täv. | Internat. täv. | Internat. täv. | Totalt | Totalt |
| Klubb                                               | Säsong            | Serie             | SM           | Mål          | SM        | Mål       | SM             | Mål            | SM     | Mål    |
| --------------------------------------------------- | ----------------- | ----------------- | ------------ | ------------ | --------- | --------- | -------------- | -------------- | ------ | ------ |
| Peñarol                                             | 2017              | 1ª División       | 1            | 0            | 0         | 0         | 0              | 0              | 1      | 0      |
| Peñarol                                             | 2018              | 1ª División       | 10           | 1            | 1         | 0         | 2              | 0              | 13     | 1      |
| Peñarol                                             | 2019              | 1ª División       | 3            | 3            | 0         | 0         | 5              | 0              | 8      | 3      |
| Peñarol                                             | Totalt i klubblag | Totalt i klubblag | 14           | 4            | 1         | 0         | 7              | 0              | 22     | 4      |
| Almería                                             | 2019–2020         | 2ª División       | 30           | 16           | 2         | 0         | 0              | 0              | 32     | 16     |
| Almería                                             | Totalt i klubblag | Totalt i klubblag | 30           | 16           | 2         | 0         | 0              | 0              | 32     | 16     |
| Benfica                                             | 2020–2021         | Primeira Liga     | 29           | 6            | 4+2+1     | 3+0+0     | 8              | 5              | 44     | 14     |
| Benfica                                             | 2021–2022         | Primeira Liga     | 28           | 26           | 2+1       | 0+2       | 10             | 6              | 41     | 34     |
| Benfica                                             | Totalt i klubblag | Totalt i klubblag | 57           | 32           | 10        | 5         | 18             | 11             | 85     | 48     |
| Liverpool                                           | 2022–2023         | Premier League    | 0            | 0            | 1         | 1         | 0              | 0              | 1      | 1      |
| Liverpool                                           | Totalt i klubblag | Totalt i klubblag | 0            | 0            | 1         | 1         | 0              | 0              | 1      | 1      |
| Antal matcher och mål är korrekt per den 2022–06–18 |                   |                   |              |              |           |           |                |                |        |        |